# Högeruds socken
Högeruds socken i Värmland ingick i Gillbergs härad, ingår sedan 1971 i Arvika kommun och motsvarar från 2016 Högeruds distrikt.
Socknens areal är 71,97 kvadratkilometer varav 49,34 land. År 2000 fanns här 447 invånare. Sockenkyrkan Högeruds kyrka ligger i socknen.   

## Administrativ historik
Socknen bildades 1646 genom en utbrytning ur Stavnäs socken.
Vid kommunreformen 1862 övergick socknens ansvar för de kyrkliga frågorna till Högeruds församling och för de borgerliga frågorna bildades Högeruds landskommun. Landskommunen uppgick 1952 i Stavnäs landskommun som 1971 uppgick i Arvika kommun. Församlingen uppgick 2006 i Stavnäs-Högeruds församling.
1 januari 2016 inrättades distriktet Högerud, med samma omfattning som församlingen hade 1999/2000.
Socknen har tillhört län, fögderier, tingslag och domsagor enligt vad som beskrivs i artikeln Gillbergs härad. De indelta soldaterna tillhörde Värmlands regemente och Grums kompani.

## Geografi
Högeruds socken ligger sydost om Arvika med Glafsfjorden i väster och Värmeln i öster. Socknen har odlingsbygd vid sjöarna och är i övrigt en kuperad skogsbygd.

## Fornlämningar
Från bronsåldern finns gravrösen.

## Namnet
Namnet skrevs 1542 Hudherud och kommer från kyrkbyn. efterelden är rud, 'röjning'. Förleden innehåller Hud med oklar tolkning.

## Befolkningsutveckling
| Befolkningsutvecklingen i Högeruds socken 1750–1990                                                      | Befolkningsutvecklingen i Högeruds socken 1750–1990 | Befolkningsutvecklingen i Högeruds socken 1750–1990 | Befolkningsutvecklingen i Högeruds socken 1750–1990 | Befolkningsutvecklingen i Högeruds socken 1750–1990 |
| --- | --------------------------------------------------- | --------------------------------------------------- | --------------------------------------------------- | --------------------------------------------------- |
| |                                                     |                                                     |                                                     |                                                     |
| År |                                                     |                                                     | Folkmängd                                           |                                                     |
| 1750 | 1750                                                |                                                     | 403                                                 |                                                     |
| 1760 | 1760                                                |                                                     | 478                                                 |                                                     |
| 1769 | 1769                                                |                                                     | 500                                                 |                                                     |
| 1780 | 1780                                                |                                                     | 487                                                 |                                                     |
| 1790 | 1790                                                |                                                     | 458                                                 |                                                     |
| 1800 | 1800                                                |                                                     | 565                                                 |                                                     |
| 1810 | 1810                                                |                                                     | 566                                                 |                                                     |
| 1820 | 1820                                                |                                                     | 669                                                 |                                                     |
| 1830 | 1830                                                |                                                     | 787                                                 |                                                     |
| 1840 | 1840                                                |                                                     | 901                                                 |                                                     |
| 1850 | 1850                                                |                                                     | 961                                                 |                                                     |
| 1860 | 1860                                                |                                                     | 984                                                 |                                                     |
| 1870 | 1870                                                |                                                     | 955                                                 |                                                     |
| 1880 | 1880                                                |                                                     | 961                                                 |                                                     |
| 1890 | 1890                                                |                                                     | 876                                                 |                                                     |
| 1900 | 1900                                                |                                                     | 811                                                 |                                                     |
| 1910 | 1910                                                |                                                     | 723                                                 |                                                     |
| 1920 | 1920                                                |                                                     | 687                                                 |                                                     |
| 1930 | 1930                                                |                                                     | 583                                                 |                                                     |
| 1940 | 1940                                                |                                                     | 571                                                 |                                                     |
| 1950 | 1950                                                |                                                     | 524                                                 |                                                     |
| 1960 | 1960                                                |                                                     | 440                                                 |                                                     |
| 1970 | 1970                                                |                                                     | 349                                                 |                                                     |
| 1980 | 1980                                                |                                                     | 359                                                 |                                                     |
| 1990 | 1990                                                |                                                     | 422                                                 |                                                     |
| Anm: Källor: Umeå universitet - Tabellverket 1749-1859, Demografiska databasen, CEDAR, Umeå universitet. |                                                     |                                                     |                                                     |                                                     |